# Мартини, Луиза
Луиза Мартини (нем. Louise Martini, урождённая Мария-Луиза Шиба (Marie-Louise Chiba), в замужестве Шварц (нем. Schwarz); 10 ноября 1931, Вена — 17 января 2013) — австрийская актриса, певица, радиоведущая и комик.

## Биография
В качестве сценического псевдонима Луиза Мартини использовала девичью фамилию своей матери. Луиза дебютировала на сценах венских театров в 1950 году.
В 1962 году она переехала в Мюнхен, а позже в Гамбург, где работала в театре Deutschen Schauspielhaus. Луиза снималась во многих телесериалах, таких как «Идеальный корабль», «Деррик», «Место преступления» и «Коттан определился».